# Sanctuaire de la Salette de La Rabatelière
Pour les articles homonymes, voir Notre-Dame de la Salette (homonymie).
Le sanctuaire de la Salette est un ensemble d'édifices sacrés situé à La Rabatelière, dans le département français de la Vendée, dédié à Notre-Dame de La Salette. Il est inscrit aux monuments historiques en 1998.

## Histoire
Le sanctuaire a été construit en 1887 à l'initiative de l'abbé Hillairet, curé de la Rabatelière, sur un terrain appartenant au comte de la Poëze, propriétaire du château de La Rabatelière. Il est composé de trois édifices : le monument consacré à Notre-Dame de la Salette, le rosaire et le monument à la Croix de Jérusalem.

## Galerie

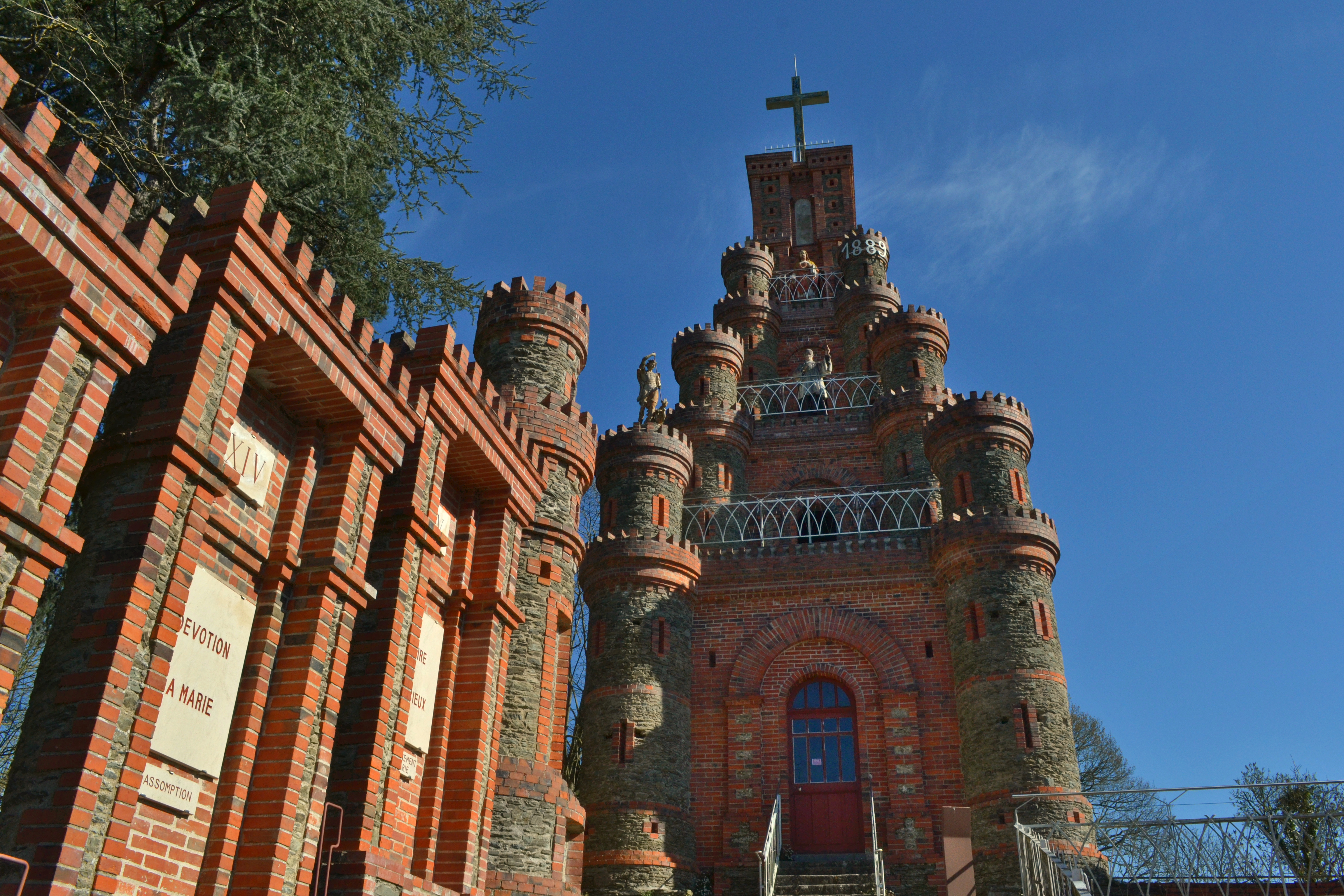
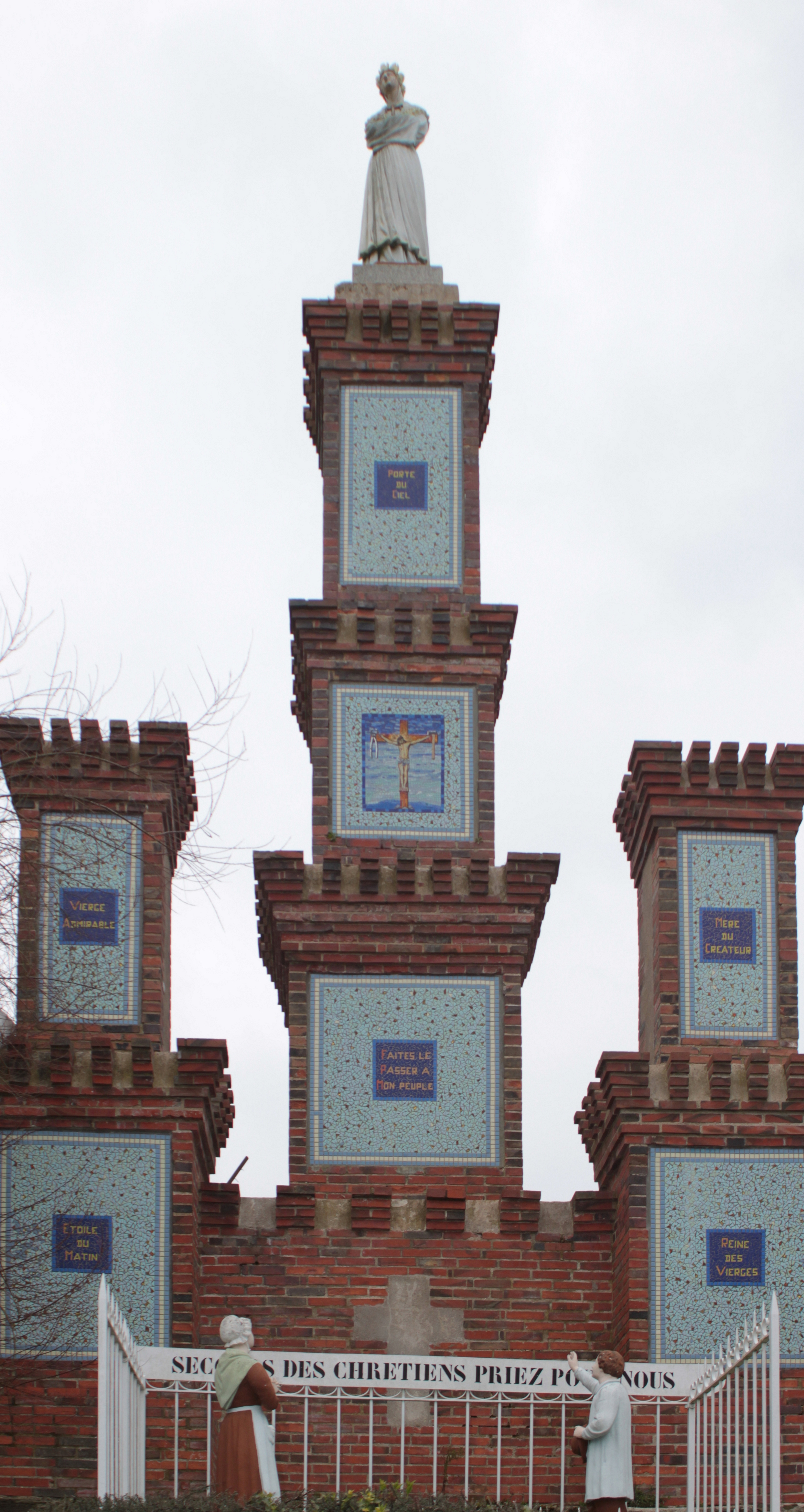